# 1985年12月逝世人物列表
1985年逝世人物列表：1月 - 2月 - 3月 - 4月 - 5月 - 6月 - 7月 - 8月 - 9月 - 10月 - 11月 - 12月
1985年12月逝世人物列表，是用于汇总1985年12月期间逝世人物的列表。

## 依日期排序

### 1日
- 阿部謙四郎，武德會的日本柔道老師
- 歐文·雅各比，美國電影製片人、編劇和導演

### 2日
- 菲利普·拉金，63岁，英国诗人。
- 阿尼洛·德拉克羅斯，義大利裔美國罪犯
- 海因茨·霍夫曼，德國政治家（SED），聯邦議院議員，民主德國國防部長
- 約瑟夫·丹，奧地利編劇和電影製片人

### 3日
- 朴钟圭，韓國體育官員
- 彼得·馬丁·肖恩，德國浪漫研究

### 4日
- 弗雷德里克·博蘭德（Frederick H.Boland），愛爾蘭外交官和政治家
- 亨利·弗洛伊利希，美國電影攝影師
- 裘莉婭·高斯，瑞士教育家和歷史學家
- 諾伯特·亨寧，德國內科醫生
- 弗朗茨·克勞特加瑟，奧地利畫家
- 海因里希·克雷斯，德國政治家（基民盟），聯邦議院議員（黑森州）
- 羅傑·萊恩哈特，法國電影導演、編劇
- 弗朗茨·卡爾·盧卡斯，奧地利畫家和雕塑家

### 5日
- 傑伊·麥凱爾維，美國軍官，美國陸軍準將
- 阿道夫·施密特，德國律師和軍官
- 瑪麗亞·斯塔德勒，德國民謠女演員

### 6日
- 谭冠三，80岁，中国人民解放军中将。
- 卡羅爾·科爾，美國連環殺手[1]
- 赫裡伯特·艾辛格，奧地利演員
- 沃爾特·布朗·吉布森，美國記者、作家和魔術師
- 伯利·格萊姆斯（Burleigh Grimes），美國棒球運動員
- 赫爾穆特·蘭茨貝格，德國血統的美國氣候學家和氣象學家
- Peppy Prince，美國R&B音樂家
- 鄧尼斯·德·魯格蒙特，瑞士哲學家
- 漢斯·薩克斯（Hans Sachse），德國醫生和歌德研究員
- 亞歷山大·薩欽斯基，奧地利電影建築師
- 哈羅·西格爾，德國木偶師
- 君特·斯蒂芬斯，德國作家
- 埃德蒙·溫德利希，瑞士畫家和登山家

### 7日
- 波特·斯图尔特，70岁，美国最高法院原大法官。
- 罗伯特·格雷夫斯，90岁，英国诗人。
- 加布里埃爾·巴菲特-皮卡比亞，法國音樂家、藝術評論家和作家
- 瑪律科姆·迪克森，英國生物化學家
- 卡羅爾·湯瑪斯·多齊爾，美國神職人員，孟菲斯主教
- 施洛莫·羅森，以色列政治家、部長和以色列議會議員

### 8日
- 勞倫斯·阿博特（Lawrence Abbott），美國鋼琴家、音樂作家和經濟學教授
- 埃爾梅內吉爾多·弗洛裡特，義大利神職人員和佛羅倫薩大主教

### 9日
- 安東·鄧克恩，德國律師、員警和黨衛軍軍官在梅斯
- 卡爾文·傑克遜，美國爵士樂和錄音室音樂家
- 查理·門羅，紐西蘭爵士音樂家
- 皮埃爾·諾德，法國抵抗戰士和作家
- 萊因哈德·施瓦茨-席林，德國作曲家
- Cees See，荷蘭爵士鼓手
- 威廉·昂格爾，德國作家
- 維克多·維卡斯，俄裔法國導演、編劇、製片人、攝影師和演員

### 10日
- 阿爾伯特·布魯克納，瑞士歷史學家
- 萊斯利·邦內特，英國作家
- 路易士·科達，古巴攝影師

### 11日
- 喬瓦尼·巴蒂斯塔·博尼諾，義大利化學家
- 埃里希·克莱伯，德奧裔演員、歌舞表演藝術家、戲劇導演和配音演員
- 奧托·薩森羅斯，德國政治家
- 亨利·沙德伯格，美國政治家
- 庫爾特·謝勒，德國企業家

### 12日
- 安妮·巴克斯特，62岁，美国演员。
- 伊恩·史都華，47歲，蘇格蘭音樂家，滾石樂團的創始成員之一
- 魯道夫·格布哈特，德國平面藝術家和畫家
- 約瑟夫·霍瑙爾，德國足球運動員
- 菲爾·卡爾森，美國電影導演

### 13日
- 小弗朗茨·巴維格，奧地利雕塑家
- 卡爾·迪策爾，德國政治家（SED）

### 14日
- 羅傑·馬里斯，美國棒球運動員
- 漢斯·烏爾里希·施萊普弗，瑞士政治家（FDP）
- 海因里希·施耐德，德國作家
- 漢斯·斯蒂夫勒，瑞士政治家（SP）
- 海因茨·蘇爾，德國演員

### 15日
- 陈文友，90岁，越南国（南越）前总理。
- 西沃萨古尔·拉姆古兰，85岁，毛里求斯前总理。
- 阿達爾伯特·米利茨，羅馬尼亞共產黨的羅馬尼亞工作人員和羅馬尼亞-德國少數民族的代表
- 伊斯特萬·奧拉，匈牙利共產主義政治家和陸軍將軍
- 亞歷山德羅·帕塞林·德·恩特雷夫斯（Alessandro Passerin d'Entrèves），義大利法律哲學家和浪漫主義學者
- 西沃薩古爾·拉姆古蘭，模里西斯第一任總理
- 卡洛斯·羅穆洛，菲律賓政治家
- 彼得·施密特，德國政治家（NSDAP），聯邦議院議員
- 讓·范登博斯，比利時外交官

### 16日
- 阿德里亞諾·巴爾巴諾，義大利電影導演和紀錄片製片人
- 湯瑪斯·比洛蒂，美國黑幫
- 保羅·卡斯特拉諾，美國罪犯和黑手黨
- 伊瓦爾·亞瑟·默錢特，美國獸醫病理學家和細菌學家
- 恩斯特·辛瑟（Ernst Zinsser），德國建築師和大學講師

### 17日
- 奧托·戈切，德國政治家（SED），聯邦議院議員和作家
- Roelof de Jong-Posthumus，德國作家
- 瑪麗亞·馮·德·奧斯滕-薩肯，德國作家、編劇和電影製片人
- 奧托·埃裡希·斯特拉瑟，瑞士新教神職人員和大學講師

### 18日
- 林连玉，84岁，马来西亚教育家。
- 保羅·貝恩德，德國政治家（SED），民主德國國務秘書
- 特蕾莎·戈爾，美國考古學家
- 貝特霍爾德·君特，德國動物園園長、政治家（SPD），聯邦議院議員
- 约瑟夫·克拉普赫，捷克斯洛伐克摔跤手和演員
- 萊昂哈德·馬萊因，德國工會會員，IG Druck und Papier 主席（1968年–1983年）
- 保羅·馬勒，捷克斯洛伐克國際足球運動員
- 赫伯特·舒爾茨，德國音樂教師、管風琴家和管風琴製造商

### 19日
- 岑維休，88岁，香港报人、企业家、慈善家。

### 20日
- 科勒爾·巴茨沃思，澳大利亞網球冠軍
- 漢斯·哈克森，德國經濟學家和當地歷史學家
- 約瑟夫·哈斯勒，羅馬天主教聖加侖主教

### 21日
- 維爾納·巴爾森，德國製造商，下薩克森州基民盟經濟委員會的聯合創始人，TU的贊助人，名譽參議員
- 弗雷德·馬利奇，德國小提琴家和作曲家
- 喬治·特朗普，德國書法家、印刷家、平面藝術家和教師
- 弗朗西斯·約翰·特納，紐西蘭地質學家和岩石學家

### 22日
- 鄧尼斯·戴爾·布恩，美國歌手、詞曲作者和吉他手
- 阿洛伊斯·西平，奧地利政治家（ÖVP），州議會議員
- 伊格納斯·黃，波蘭裔美國古代近東學者和學者
- 勞倫斯·托克斯，美國編劇和演員
- 詹姆斯·斯坦普，美國小號手和教育家

### 23日
- 費爾哈特·阿巴斯，阿爾及利亞民族主義者，阿爾及利亞共和國臨時政府第一任總
- 披拉蓬·帕努德，暹羅王子和一級方程式賽車手
- 馬丁·比爾，英國數學家
- 阿爾弗雷德·西奧多·布勞爾，德裔美國數學家
- 古斯塔夫·喬納克，德國黨衛軍上校，帝國安全總部處長
- 吉娜·考斯，奧地利作家、翻譯家和編劇
- 沃爾夫-迪特爾·科勒，德國藝術和玻璃畫家

### 24日
- 費爾哈特·阿巴斯，阿爾及利亞政治家
- Ramazan Avcı，土耳其男子，被漢堡光頭黨殺害
- 湯米·布萊克，美國搖滾音樂家
- 霍斯特·布朱恩，德國作家和編劇
- 瑪麗塔·葛籣金斯，德國女演員、香頌和歌舞表演藝術家
- 比亞吉奧·馬林，義大利詩人
- 阿爾弗雷德·保萊托，瑞士畫家、平面藝術家、製圖員和插畫家
- 埃裡希·舍德勒，蘇格蘭足球運動員

### 25日
- 弗里德里希·貝克爾，德國天文學家
- 威拉德·雷·卡斯特，美國發明家和航空遠見卓識者
- 弗朗茨·馬克思，德國政治家（SPD），聯邦議院議員，聯邦議院議員
- 雅克·莫諾德，法國演員
- 威廉·莫斯，美國政治家
- 阿曼多·龐蒂埃，阿根廷探戈作曲家、班多鈕演奏家和樂隊領隊
- 埃迪·泰勒，美國藍調吉他手

### 26日
- 戴安·弗西，美國生物學家
- 弗朗索瓦·夏特萊（FrançoisChâtelet），法國哲學家
- 瑪格麗特·舍恩，德國女演員
- 亞歷山德羅·塔索尼·埃斯滕斯·迪·卡斯特爾維奇奧，義大利外交官
- 彼得·温特，德國記者和作家

### 27日
- 何塞·魯伊斯·德·阿拉納·鮑爾，西班牙外交官
- 阿圖爾·貝茨，奧地利古代歷史學家
- 卡爾·貝倫，德國古生物學家
- 阿爾伯特·康拉德，德國足球運動員
- 維爾納·弗萊斯納，德國軍方，民主德國國防部副部長
- 哈里·霍普曼，澳大利亞網球運動員
- 漢斯·科倫，奧地利民俗學家和政治家（ÖVP），州議會議員，國民議會成員
- 羅伯特·勞斯，德國風景畫家
- 埃瓦爾德普拉特，德國表現主義藝術家和畫家
- 讓·朗多，法國賽車手和跑車設計師
- 沃爾夫拉姆·施瓦布豪瑟，德國數學家
- 奧萊·萬舍爾，丹麥建築師和設計師
- 哈罗德·惠特洛克，英國競走運動員和奧運金牌得主

### 28日
- 雷納托·卡斯特拉尼，義大利導演
- 彼得·馬蒂努斯·迪倫，荷蘭裔德國畫家和製圖員
- 約瑟夫·朗斯，奧地利數學家
- 本尼·莫頓，美國爵士長號手
- 亨利·溫納克，澳大利亞律師，維多利亞州州長

### 29日
- 埃裡希·克勞特勒，奧地利神職人員，巴西天主教傳教士主教
- 奧托·梅希特林格，德國演員
- 赫伯特·施密特，德國律師
- 恩斯特·沃爾，德國史前史學家

### 30日
- 奧托·安德列斯，德國葡萄種植者、葡萄栽培和農業官員
- 阿爾弗雷德·赫爾托，第一次世界大戰中的法國戰鬥機飛行員和軍官
- 喬治·瓦格納，奧地利歷史學家和記者

### 31日
- 山姆·史匹格，84岁，美国电影监制。
- 瑞奇·尼爾森，美國演員和音樂家
- 若昂·德·阿勞霍·科雷亞，葡萄牙作家
- 喬治·伯格，德國地方和州政治家（CDU）
- 喬治·哈達德，黎巴嫩大主教
- 喬斯林·湯因比，英國古典考古學家

### 日期不詳
- 約瑟夫·弗賴恩斯坦，德國建築師和政治家（CDU）
- 瑪麗·梅奧，美國歌手
- 漢娜·沃迪，奧地利女演員